# Nagykunság

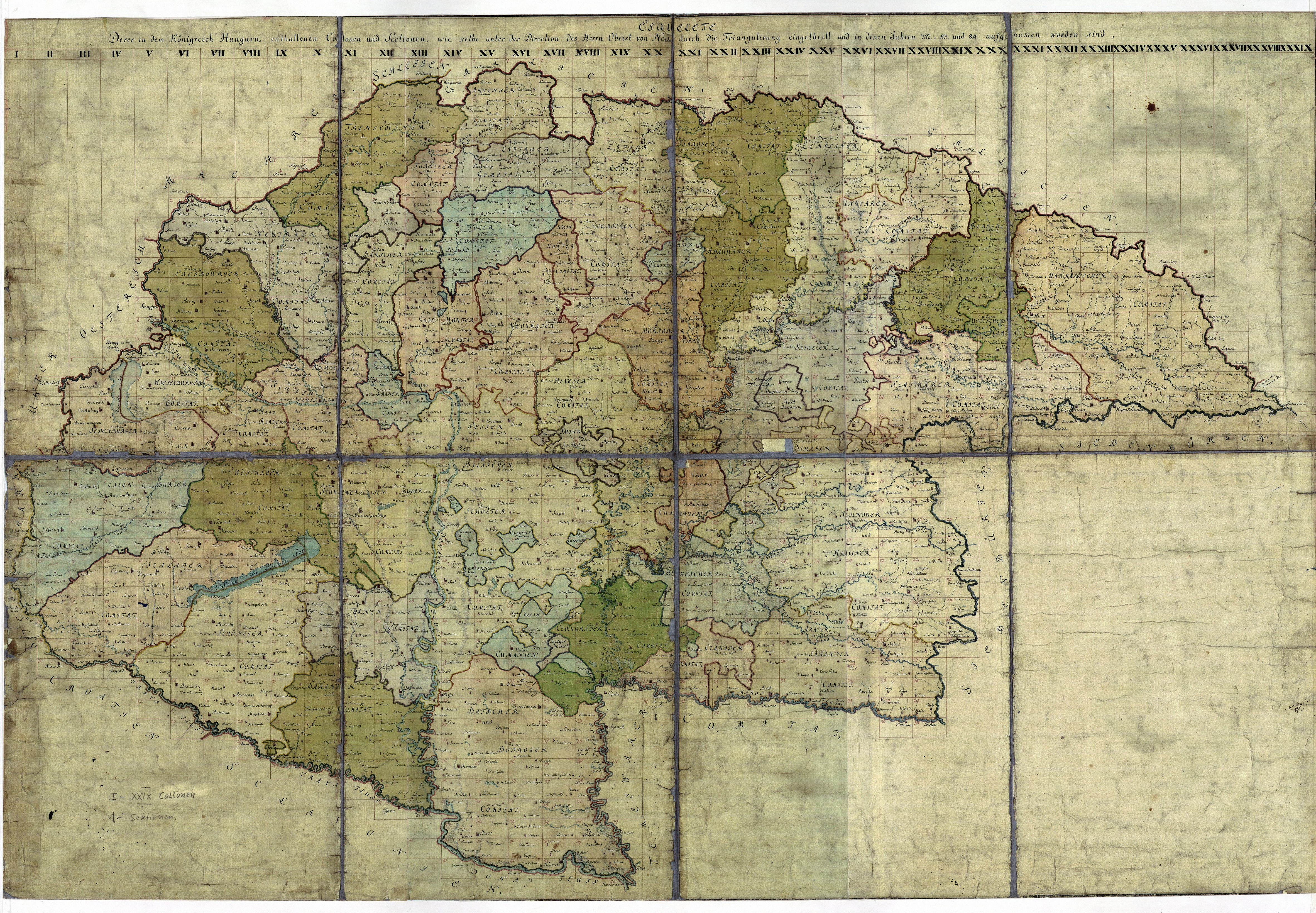
Ábrázolás az első katonai felmérésen

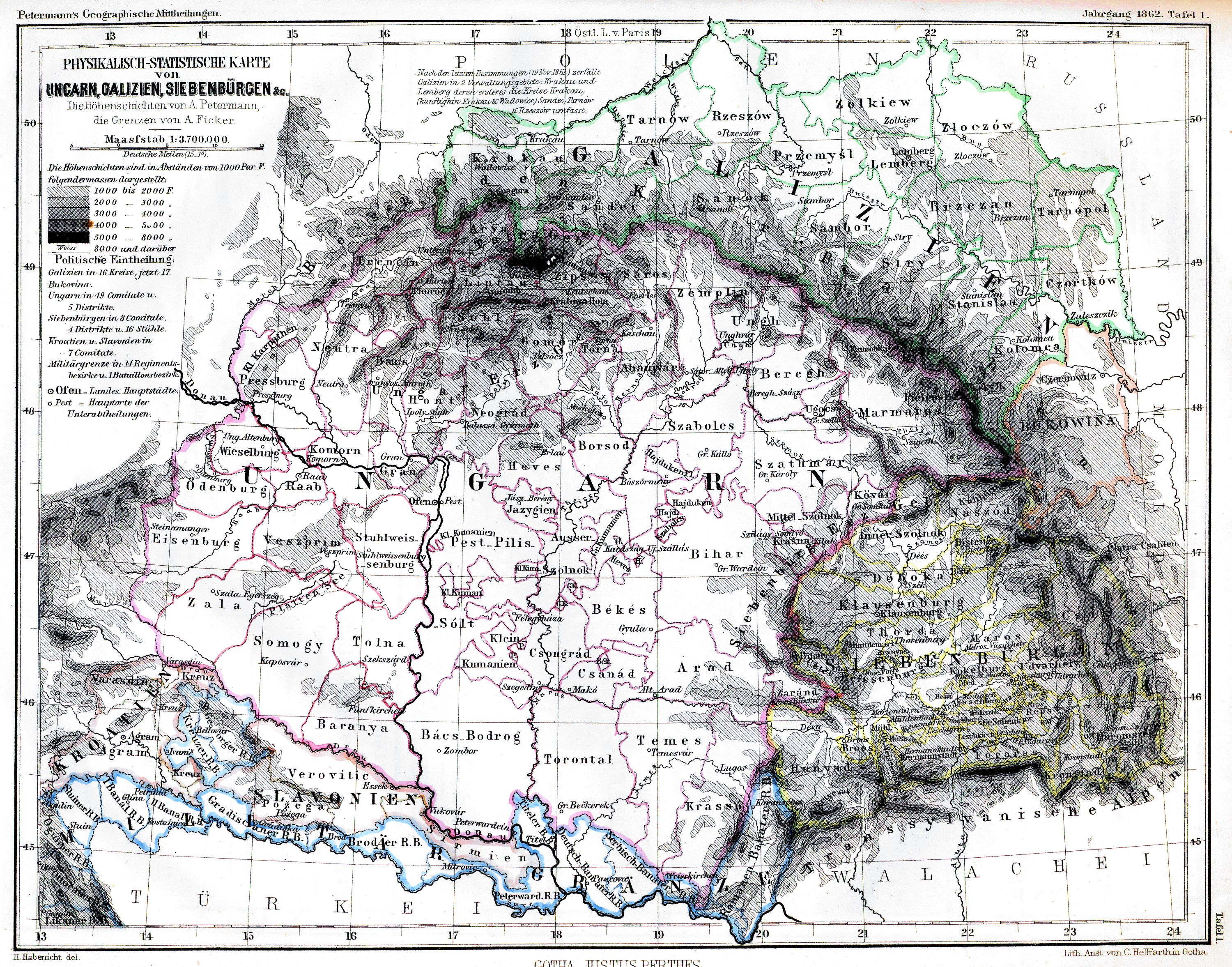
Közigazgatási egységek egy 1862-es térképen

A Nagykunság egy régi magyar tájegység neve, amely Magyarországon, a Tiszántúlon, azon belül is Jász-Nagykun-Szolnok vármegye délkeleti részén terül el. Az egyik legrégebbi olyan tájegységünk, amelynek elnevezése, területe viszonylag változatlanul vészelte át az évszázadok viharát. Nevét az itt élő kunokról kapta, korábban etnikai, majd egyre inkább területi vagy kiváltságolt alapon.

## Domborzata, felszíne
Meglehetősen egyhangú táj benyomását kelti, szinte teljesen sík vidék, felszínét csupán kunhalmok és folyók, illetve ezek holtágai tagolják. Az átlagos tengerszint feletti magasság jellemzően 85-95 méter között változik. Ma már szinte teljesen szántóföldi művelés alá fogták a hajdan erdős-ligetes tájat. Igen jó minőségű földön folyik ma a mezőgazdasági termelés. A területnek délkeleten van egyértelműen határa, itt a Hortobágy-Berettyó jelöli ki ezt.

## Története
A kunokat IV. Béla király telepítette be 1239-ben a tatárok elleni védekezésül, remélve azt, hogy ezzel megnövekszik majd az ország védelmi képessége. Azonban mind a főurak, mind az egyház, és a közemberek is ellenségesen tekintettek rájuk, mert szokásaik, nomád állattartásuk nehezen voltak összeegyeztethetőek a magyarság viszonyaival. 1241-ben Óbudán a magyar nemesek felkoncolták a kunok vezetőjét, Kötönyt, erre ők pusztítva kivonultak az országból. A vesztes muhi csata után Béla újra visszahívta a kunokat, akiket ezután végleg letelepített, kiváltságokat adva. Ezek a jogok egészen 1876-ig fennálltak.
A népesség a török elől menekülő délvidéki magyarokkal együtt húzódott észak felé, tovább keveredve más lakosokkal. A Német Lovagrendnek való elzálogosítás kicsit megzavarta a viszonyokat, de 1745 után megváltották magukat az itt élők, és elkezdődött a mezővárosi fejlődés, tanyásodás. Ebben az időben a nagy területeknek köszönhetően extenzív állattenyésztés fejlődött ki. Az 1876-os megyerendezés után a köztudatban az új Jász-Nagykun-Szolnok vármegyébe került környező, hasonló kultúrájú és népességű, de eltérő történeti múltú helységekre (Abádszalók, Törökszentmiklós, Mezőtúr, Dévaványa stb.) is kiterjedt a Nagykunság fogalma. Az 1950-es megyerendezés során Dévaványa átkerült Békés megyéhez, így az már területileg sem számított nagykun településnek.
A 20. század második fele óta a Nagykunság legtöbb településének lakossága csökken, elöregedőben van, és elég nagy arányú az elköltözés, némelyikük 50 év alatt lakosságának majdnem 20%-át elvesztette.

## Nagykunsági települések

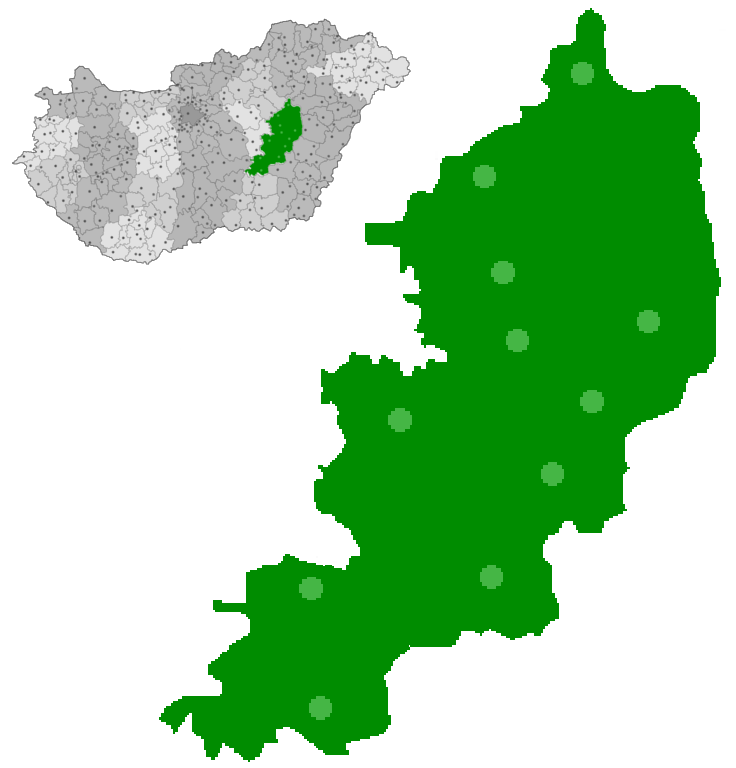
Nagykunság elhelyezkedése a magyarországi kistérségek térképen.

A történelmi Nagykunsághoz 1876-os megszűnésekor hat mezőváros tartozott:
- Karcag
- Kisújszállás
- Kunhegyes
- Kunmadaras
- Kunszentmárton
- Túrkeve

A történelmi Nagykunsághoz tartozott pusztákból 1876 óta további három település alakult: 
- Berekfürdő
- Kuncsorba
- Mesterszállás

A Nagykunság területe ma az alábbi járásokhoz tartozik:
- Karcagi járás
- Kunszentmártoni járás
- Mezőtúri járás
- Tiszafüredi járás
- Törökszentmiklósi járás

## Külső hivatkozások
- Nagykunság Startlap oldala